# Смолянинівська сільська рада
| Смолянинівська сільська рада — колишній орган місцевого самоврядування у Новоайдарському районі Луганської області з адміністративним центром у с. Смолянинове. Історична дата утворення: в 1987 році. Водоймища на території, підпорядкованій даній раді: річка Єрик. Сільській раді підпорядковані населені пункти: - с. Смолянинове |

## Склад ради
Рада складається з 16 депутатів та голови.

### Керівний склад ради
| ПІБ                          | Основні відомості                                                         | Дата обрання | Дата звільнення |
| ---------------------------- | ------------------------------------------------------------------------- | ------------ | --------------- |
| Пивоваров Віктор Миколайович | Сільський голова, 1957 року народження, освіта, безпартійний              | 26.03.2006   | 31.10.2010      |
| Пивоваров Віктор Миколайович | Сільський голова, 1957 року народження, освіта вища, член Партії регіонів | 31.10.2010   |                 |

Примітка: таблиця складена за даними джерела